# Ярость в небесах
«Ярость в небесах» (англ. Rage in Heaven) — психологический фильм нуар режиссёра В. С. Ван Дайка, который вышел на экран в 1941 году. В работе над фильмом принимали также участие не указанные в титрах режиссёры Роберт Б. Синклер и Ричард Торп.
В основу сценария фильма положен одноимённый роман британского писателя Джеймса Хилтона, который был опубликован в 1932 году. Фильм рассказывает об отношениях богатого и внешне привлекательного владельца британского сталелитейного завода Филипа Монрелла (Роберт Монтгомери), его лучшего друга Уорда Эндрюса (Джордж Сэндерс), который фактически руководит предприятием Филипа, и Стеллы Берген (Ингрид Бергман), компаньонки матери Филипа. Оба мужчины влюбляются в Стеллу, однако она выбирает Филипа и выходит за него замуж. После этого на почве ревности к Уорду у Филипа быстро развивается паранойя, в то время как разочаровавшаяся в муже Стелла всё больше влюбляется в Уорда. Филип предпринимает неудачные попытки убить Уорда, после чего решает покончить жизнь самоубийством, подбросив многочисленные улики, позволяющие обвинить Уорда в его убийстве. Лишь в последний момент удаётся разоблачить коварный план Филипа и спасти Уорду жизнь.
Фильм получил невысокие оценки критики из-за слабого сюжета и постановки, несмотря на сильную актёрскую игру, особенно, со стороны Ингрид Бергман и Джорджа Сэндерса.

## Сюжет
В 1936 году в психиатрическую больницу в Париже по приглашению доктора Рамо (Оскар Хомолка) прибывает британский консул. Доктор сообщает ему, что в его больнице находится пациент, пытавшийся покончить жизнь самоубийством. Он называет себя Уорд Эндрюс, и, по всей видимости, является англичанином. Доктор Рамо просит помощи консула, чтобы подтвердить личность пациента. При этом доктор сообщает, что внешне он выглядит благородным и обаятельным человеком, однако специалисту очевидно, что он страдает от тяжёлой формы паранойи, которая, возможно, неизлечима. Такой пациент, если разбудить его эмоции, становится очень опасным и способен как на самоубийство, так и на убийство. Доктор ведёт консула, чтобы представить ему Эндрюса, однако выясняется, что тот только что сбежал из больницы…
Некоторое время спустя в холле лондонской гостиницы Филип Монрелл (Роберт Монтгомери) встречает своего старого друга Уорда Эндрюса (Джордж Сэндерс), вместе с которым когда-то отучился четыре года в Кембриджском университете. Как выясняется, оба недавно были в Париже. Филип приглашает своего друга погостить два дня в своей семейной усадьбе Чесингворт, где сам давно не был. По прибытии их встречает молодая и красивая Стелла Берген (Ингрид Бергман), которая уже три месяца работает секретарём матери Филипа, миссис Монрелл (Люсиль Уотсон). Оба мужчины очарованы прекрасной Стеллой. Уорд сразу же начинает ухаживать за ней, намекая на свои чувства, однако Стелла относится к нему как к другу. На следующий день Уорд уезжает в Шотландию, где работает инженером на заводе по производству двигателей. После его отъезда мать сообщает Филипу, что последнее время плохо себя чувствует, и в этой связи по рекомендации врача собирается на два года уехать в Южную Африку, климат которой для неё более благоприятен. Это значит, что Филип, который никогда не работал, должен будет возглавить принадлежащий семье крупный сталелитейный завод, которым после смерти отца управляла миссис Монрелл. При этом она говорит, что не возьмёт Стеллу с собой, поскольку у той должна быть самостоятельная жизнь, и советует сыну обратить на Стеллу внимание. После отъезда матери Филип в разговоре со Стеллой постоянно говорит об Уорде, завидуя его смелости, трудолюбию и удачливости. Он говорит, что когда жил в Париже, то боялся возвращаться домой, однако когда стал называться там именем Уорда, многое из того, чего он боялся, оказалось ему по плечу. Как бы от имени Уорда он делает Стелле предложение, и они целуются. При этом Филип говорит: «Я умру за тебя, я бы, наверное, мог убить за тебя».
Проходит шесть недель после свадьбы. Когда утром за завтраком Стелла разбирает почту, Филип замечает, уж не от Уорда ли письмо она получила. Стелла отвечает, что это письмо из Кейптауна от его матери. Вскоре Филип собирается на работу, на которой был за последнее время всего два раза, хотя обещал Стелле ходить на завод каждый день. На работе Филип откровенно скучает, разгадывая кроссворды, и собирается пораньше уехать домой. Ближе к концу рабочего дня к нему заезжает Стелла. Перед её приездом Филип назначает в своём кабинете совещание с участием четырёх старших менеджеров завода, пытаясь показать жене, что на заводе он настоящий босс. Он отчитывает главного инженера Блэка (Гилберт Эмери) за выделение средств на строительство жилья для рабочих, в результате чего тот уходит в отставку. Когда Стелла и Филип возвращаются домой, им сообщают, что котёнок, которого Уорд подарил Стелле, найден около завода со сломанной шеей. Филип предлагает ей купить нового котёнка, однако она отказывается. Стелла раздражена тем, что Филип постоянно говорит о якобы существующей связи между ней и Уордом. Она говорит мужу, что Уорд ей нравился только как друг, и у них ничего не было. Кроме того, она замечает Филипу, что вышла замуж за него, потому что любит его. Филип обещает больше не упоминать Уорда, и они целуются. В своём дневнике Филип записывает: «Она сказала, что Уорд проявлял к ней интерес. Приглашу его к нам, посмотрим, что будет».
Вскоре приезжает Уорд, которого Филип приглашает на ужин. В какой-то момент он оставляет Уорда и Стеллу наедине, наблюдая со стороны за их поведением, однако они лишь мило шутят и смеются. Уорд желает Стелле счастья в её семейной жизни. Вернувшись к столу, Филип предлагает Уорду должность главного инженера своего завода с зарплатой в три раза выше той, которую он получает сейчас. Уорд с радостью соглашается. Вскоре Филип неожиданно уезжает в командировку, не сообщая жене и Уорду дату своего возвращения. На пути с вокзала домой Уорд пытается сказать Стелле, что с Филипом что-то не так, и, в частности, он неверно поступил с Блэком. Стелла не хочет об этом слышать и злится на Уорда. На следующий день Стелла приезжает к Уорду в офис и просит прощения за своё вчерашнее поведение. Уорд ещё раз подчёркивает, что у Филипа есть проблемы в общении с людьми, и спрашивает, нет ли у неё с ним проблем. Стелла говорит, что старается, чтобы всё было нормально, но иногда Филип бывает невыносим. Чтобы поправить грустное настроение Стеллы, Уорд приглашает её на ужин в свой любимый ресторан. Там Уорд увлечённо рассказывает, что его мечтой является создание нового двигателя. В этот момент неожиданно появляется Филип, которого Уорд уговаривает отменить своё решение по строительству жилья для рабочих. Уорд говорит, что это будет правильным шагом, который принесёт ему уважение на заводе, на что Филип отвечает, что на работе ему нужно не уважение, а подчинение. После этого, чтобы предотвратить дальнейшие споры, Стелла уводит Филипа домой.
На следующий день на заводе нарастает возмущение рабочих отказом от плана строительства жилья. Чтобы подавить волнения, Филип вызывает полицию, против чего возражает финансовый директор Хиггинс (Филип Меривейл), подавая в отставку. Когда в дирекцию врываются разъярённые рабочие, Филип самоуверенно идёт им навстречу и требует убраться из здания. Это вызывает ещё больший гнев рабочих, который пугает Филипа. Он убегает в свой кабинет, перепоручая всё Уорду. Тот уговаривает Филипа быстро покинуть завод через чёрный ход, а сам встречает ворвавшихся в кабинет рабочих. Он говорит, что Филип только что одобрил проект строительства жилья, чем разряжает напряжённость и успокаивает рабочих. Лишь поздно вечером в проливной дождь измождённый Филип возвращается домой, сразу же теряя сознание. Пока он лежит в постели под наблюдением медсестры, Стелла и Уорд навещают его. Ночью Филип делает запись в дневнике: «Теперь я знаю всё, и больше не могу это выносить».
Несколько дней спустя Уорд заезжает к Филипу и Стелле, предлагая Филипу вернуться к работе. Он рассказывает, что вчера в результате несчастного случая погиб рабочий, упав в котёл с раскалённым металлом. Филип изъявляет желание посмотреть, где это произошло. Когда они поднимаются на площадку в цехе, с которой их не видно, Филип подходит к Уорду сзади и собирается его столкнуть в котёл. Уорд однако в последний момент поворачивается, что останавливает Филипа, который делает вид, что у него просто закружилась голова. Во время ужина, оставшись наедине, Уорд прямо спрашивает у Филипа, зачем тот хотел его убить. Затем он говорит, что разум Филипа исказила ревность. Уорд честно признаётся, что любит Стеллу с момента их первой встречи, однако Стелла ничего не знает об этом, и между ними ничего не было и нет. Филип заявляет, что это его жена и его дом, после чего увольняет Уорда и просит его уйти. Когда заходит Стелла, Филип передаёт ей, что Уорд сказал, что любит её, и Уорд подтверждает эти слова, после чего сообщает, что уезжает в Лондон.
Позднее Стелла поднимается в комнату Филипа, где видит, как тот читает её письма, заявляя, что читал все письма, которые она писала. Филип говорит, что они трое так несчастны: «Ты - потому, что любишь Уорда, а вынуждена жить с со мной, а Уорд — потому что любит тебя, но не может получить». Стелла останавливает его и говорит, что не может так дальше жить, поскольку в последние недели он сильно изменился и стал так жесток с ней. Филип говорит, что любит её, однако когда Уорд уехал, потерял и её. Стелла обещает, что сделает всё, чтобы они были счастливы вместе, и поступит так, как он захочет. Когда она предлагает покончить с такой жизнью, Филип говорит: «Мы покончим со всем этим вместе, и тогда ты будешь только моя», после чего берёт её за шею и как будто собирается задушить. Стелла однако вырывается и убегает. Она запирается в своей комнате и начинает быстро собирать вещи. Позже, когда в доме наступает тишина, Стелла с чемоданом выходит из комнаты и убегает из дома. Филип наблюдает в окно, как она покидает усадьбу.
Стелла приезжает в Лондон. В гостинице её встречает Уорд, который говорит: «Я люблю тебя, но тебе сейчас нужен друг, и я буду им». Стелла рассказывает, что Филип стал безумным, что он не может разговаривать с людьми, как будто слыша лишь голоса у себя в голове. Позднее Филип звонит Уорду, который говорит, что Стелла к нему не вернётся. Филип в свою очередь заявляет, что готов дать ей развод, и предлагает Уорду приехать в усадьбу, чтобы обсудить все детали. Уорд говорит, что у него запланирована командировка в Дублин, куда его пригласил инженер Ли, чтобы ознакомится с его проектом двигателя. Филип отвечает, что Уорду как раз будет удобно по пути на встречу заехать в усадьбу. Филип записывает в своём дневнике: «Всё идёт по плану. Он не подозревает, что это я организовал ему вызов Дублин. На этот раз он умрёт».
Филип начинает готовить изощрённый план наказания Уорда. Он посылает дворецкого Кларка (Обри Мэтер) в город отправить почту, в том числе, свёрток, напоминающий книгу, с просьбой по возвращении зайти к нему. Затем Филип намеренно царапает крыло своего автомобиля, который стоит в гараже, после чего в библиотеке маскирует в ленте сонетки нож для вскрытия конвертов таким образом, чтобы звонящий схватился бы за её ручку. Когда приезжает Уорд, Филип начинает с ним разговор довольно любезно. По его просьбе Уорд вызывает сонеткой прислугу, оставляя отпечатки на ручке. Затем Филип заявляет, что даст Стелле развод и гарантирует не менять завещание. Уорд доволен, что им удалось урегулировать все вопросы по-дружески. В тот момент, когда мимо открытых дверей библиотеки проходит дворецкий, Филип неожиданно начинает кричать, обвиняя Уорда в обмане его доверия, разрушении его семьи и провокациях на заводе, делая так, чтобы всё это слышал Кларк. В ответ на возражения Уорда Филип требует его замолчать, угрожая свернуть ему шею. Когда Кларк уходит, Филип сразу же успокаивается и меняет тон. Он просит у Уорда прощения за срыв, а затем предлагает ему свой автомобиль, чтобы тот мог добраться до пристани на Дублин, говоря, что машину позднее заберёт его механик Стивенс. Чтобы пройти к гаражу, Филип направляет Уорда через распахнутые двери библиотеки, где тот на мокром газоне оставляет свои следы. Затем Филип с помощью платка вынимает из ленты сонника кинжал, закрепляет его ручкой в двери и закалывается.
В суде рассматривается дело по обвинению Уорда в убийстве Филипа. Прокурор предъявляет нож для вскрытия конвертов с отпечатками пальцев Уорда, который стал орудием убийства. Он также приводит свидетельство Кларка о том, что накануне гибели Филип о чём-то ожесточённо спорил с Уордом, и описывает, как после убийства Уорд вышел через библиотеку, выехал из гаража на машине Филипа, поцарапав при этом крыло, и бросил машину в порту. Объяснение Уорда о цели поездки не проходит, так как, как выясняется, ни инженера Ли, ни механика Стивенса не существует. Присяжные признают Уорда виновным в убийстве Филипа, и судья приговаривает его к смертной казни через повешение.
Апелляция Уорда отклонена, и он ожидает в камере приведения смертного приговора в исполнение, постоянно думая о Стелле. Она также думает о нём, предпринимая всё, что возможно, чтобы добиться его освобождения. Вопреки правилам Стелле всё-таки удаётся уговорить тюремное начальство на мимолётную встречу с Уордом, во время которой они обмениваются заверениями в любви, продолжая верить в возможность чудесного спасения. Стелла пребывает в подавленных чувствах, когда к ней в гостиничный номер неожиданно заходит доктор Рамо. Он сообщает, что приехал в Лондон, где по фотографии в газете опознал своего бывшего пациента, который сбежал из его клиники два года назад. На фотографии был изображён Филип, который, как утверждает доктор Рамо, опасный параноик, и убил себя сам. Доктор говорит, что такому больному главное показать, что он выше и умнее всех, добиться признания. Если он не сможет добиться этого по-другому, то сделает это с помощью преступления. Филип должен был каким-то образом сделать так, чтобы Стелла узнала о его тайном плане уже после казни Уорда, иначе его триумф не будет полным. Такие люди, по словам доктора, всегда оставляют подробную записку, так как любят рассказывать о своих действиях. Вместе со Стеллой он едет в усадьбу, обыскивая его в поисках какой-либо записки от Филипа, однако ничего не находят. Рамо убеждает миссис Монрелл, что Филип покончил жизнь самоубийством, как и её муж, после чего она рассказывает, что сын много лет вёл дневники, однако последнего дневника нигде нет. Дворецкий сообщает Стелле, что свой последний вечер Филип поручил ему отправить в Париж посылку размером с книгу. Выяснив адрес отправления в Париже, Стелла и доктор Рамо вылетают туда, где находят в переплётной мастерской последний дневник Филипа с указанием переплётчику позднее передать его Стелле. В дневнике Филип подробно описал, как он спланировал и осуществил самоубийство таким образом, чтобы Уорд был обвинён в его убийстве. Стелла немедленно звонит в тюрьму, по телефону зачитывая начальнику тюрьмы страницы из дневника Филипа, оправдывающие Уорда. Некоторое время спустя Стелла и Уорд уплывают на океанском лайнере, выбрасывая дневник Филипа в океан.

## В ролях
- Роберт Монтгомери — Филип Монрелл
- Ингрид Бергман — Стелла Берген
- Джордж Сэндерс — Уорд Эндрюс
- Люсиль Уотсон — миссис Монрелл
- Оскар Хомолка — доктор Рамо
- Филип Меривейл — мистер Хиггинс
- Мэтью Боултон — Рамсботэм
- Обри Мэтер — Кларк
- Фредерик Уорлок — прокурор
- Фрэнсис Комптон — Бардсли
- Гилберт Эмери — мистер Блэк
- Людвиг Хардт — Дюранд

## Создатели фильма и исполнители главных ролей
Фильм основан на романе Джеймса Хилтона, который, по словам историка кино Хэла Эриксона, «благодаря фильмам „Потерянный горизонт“ (1937) и „До свиданья, мистер Чипс“ (1939) в 1941 году был нарасхват». В 1943 году Хилтон получил «Оскар» за сценарий фильма «Миссис Минивер» (1942). Он также написал сценарии таких популярных фильмов, как «Плоды случайности» (1942) и «В памяти навсегда» (1947).
Режиссёр В. С. Ван Дайк за свою карьеру поставил 89 фильмов, среди которых «Тарзан, человек-обезьяна» (1932), «Тонкий человек» (1934), «За тонким человеком» (1936), «Сан-Франциско» (1936), «Узник крепости Зенда» (1937), «Мария-Антуанетта» (1938), «Другой тонкий человек» (1939) и «Я люблю тебя снова» (1940). За картины «Тонкий человек» и «Сан-Франциско» Ван Дайк был удостоен номинаций на премию «Оскар» как лучший режиссёр,
Роберт Монтгомери дважды номинировался на «Оскар» как лучший актёр в главной роли за свои работы в фильмах «Когда настанет ночь» (1937) и «А вот и мистер Джордан» (1941). В «Ярости на небесах» Монтгомери, по словам историка кино Хэла Эриксона, сыграл роль, сходную с его ролью в фильме «Когда настанет ночь». Кроме того, Монтгомери сыграл в таких памятных фильмах, как «Развод» (1930), «Казённый дом» (1930), «Мистер и миссис Смит» (1941), «Они были незаменимыми» (1945), «Леди в озере» (1946) и «Розовая лошадь» (1947)
За свою карьеру Ингрид Бергман трижды завоёвывала «Оскары» за фильмы «Газовый свет» (1944), «Анастасия» (1956) и «Убийство в „Восточном экспрессе“» (1974). Кроме того, она ещё четыре раза номинировалась на «Оскар» за главные роли в фильмах «По ком звонит колокол» (1943), «Колокола Святой Марии» (1945), «Жанна д’Арк» (1948) и «Осенняя соната» (1978). Она также сыграла главные роли в таких памятных фильмах, как «Касабланка» (1942), «Заворожённый» (1945), «Дурная слава» (1946), «Европа 51» (1952) и «Путешествие в Италию» (1954).
Джордж Сэндерс сыграл в таких памятных фильмах, как «Ребекка» (1940), «Иностранный корреспондент» (1940), «Портрет Дориана Грэя» (1945), «Хэнговер-сквер» (1945) и «Призрак и миссис Мьюр» (1947). В 1951 году он завоевал «Оскар» за роль второго плана в фильме «Всё о Еве» (1950).

## История создания фильма
Фильм основан на популярном романе британского писателя Джеймса Хилтона «Ярость в небесах», который был опубликован в 1932 году. Сценарий фильма написали Эдвард Ходоров, Кристофер Ишервуд и Роберт Торен.
Согласно «Голливуд Репортер», для этого фильма студия Metro-Goldwyn-Mayer взяла Ингрид Бергман в аренду у компании Дэвида О. Селзника, а Джорджа Сэндерса — в аренду у студии Twentieth Century Fox.
Как пишет историк кино Андреа Пассафьюме, «поскольку Роберт Монтгомери уже однажды с большим успехом сыграл психопата в фильме MGM „Когда настанет ночь“ (1937), он чувствовал, что студия пытается запихнуть его в ещё одну подобную роль в надежде повторить его триумф». В своей автобиографии 1980 года «Моя история» Ингрид Бергман вспоминала, как за день до начала съёмок Роберт Монтгомери подошёл к ней и сказал: «Мне очень жаль, что я так поступаю с тобой, но меня вынуждают сниматься в этом фильме, поэтому я намерен просто произносить реплики, но не играть». Позднее он объяснил актрисе, что устроил этот протест из-за своего полного изнеможения. По словам Пассафьюме, у него был семилетний контракт с MGM, и он чувствовал, что перерабатывает. Он попросил студию не отправлять его сразу же в следующую картину и дать немного отдохнуть, но ему сказали «нет». Как Монтгомери пояснил свои действия Бергман, «если я откажусь играть в этой картине, то меня отстранят от работы без сохранения заработной платы. А у меня есть жена, дети, большой дом, бассейн, мне нужны деньги… Но я собираюсь выразить свой протест».
Работу над фильмом в качестве режиссёра начал Роберт Синклер. Согласно своему плану, на съёмочной площадке Монтгомери произносил каждую фразу и играл каждую сцену совершенно монотонно и невыразительно. Он также делал вид, что не слышит, когда Синклер пытался ставить его игру. После двух недель такой работы Синклер уволился. По информации «Голливуд Репортер», перед Рождеством 1940 года режиссёр заболел, по словам историка кино Денниса Шварца, так и не сумев заставить Монтгомери давать актёрскую игру.
Вместо Синклера MGM поставила опытного режиссёра В. С. Ван Дайка, известного тем, что делал картины быстро и эффективно. Согласно «Голливуд Репортер», в тот момент Ван Дайк был офицером морской пехоты, и ему дали 14-дневный отпуск, чтобы закончить эту картину. Как пишет Пассафьюме, Бергман слышала, что Ван Дайк был крутым, и ей совсем не нравились ни он, ни его методы военной муштры. Тем временем, Монтгомери продолжал свой протест «бездействия», в то время как Бергман просто пыталась сделать всё возможное, чтобы скорее закончить картину. Третья звезда фильма Джордж Сэндерс, по словам Пассафьюме, не хотел участвовать в этих интригах и большую часть времени спал. Как написала Бергман, «он зевая выходил из своей гримерки, делал своё маленькое дело и снова засыпал. Его это не интересовало».
На съёмках Бергман чувствовала себя настолько некомфортно, что в какой-то момент пришла к продюсеру Дэвиду О. Селзнику с просьбой заменить Ван Дайка на посту режиссера или же убрать её из картины. Селзник, однако, призвал её не сдаваться, сказав, что не его дело менять режиссеров картин других студий. Бергман знала, что Селзник получил много денег за её аренду, и поэтому вернулась к работе над фильмом, решив сыграть так хорошо, как могла.
Когда день спустя Ван Дайк зашёл в гримерку к Бергман, она воспользовалась случаем, чтобы прямо сказать ему, что она думает о его жёстких методах работы. Она сказала: «Почему бы вам не остаться в армии, если вы продолжаете маршировать и кричать? Вы ничего не знаете о чувствах людей… Вас, конечно, не интересует ничего, кроме того, чтобы „закончить картину“, независимо от того, что это будет за картина. Вы не даете нам никакой возможности играть; вы вообще не даете нам никаких советов на этот счёт». Ван Дайк был поражен вспышкой гнева Бергман, заявив, как она смеет так разговаривать со своим режиссёром, и пригрозил уволить её. Бергман ответила, что надеется, что он действительно уволит её, потому что это именно то, что она хочет. Некоторое время спустя Ван Дайк подошёл к Бергман и пообещал ей улучшить свои методы работы, добавив, что она «очень хороша в этой роли».
Фильм находился в производстве с середины декабря 1940 до начала января 1941 года, дополнительные съёмки начались 14 февраля 1941 года. Когда возникла необходимость провести дополнительные съёмки, ни Синклер, ни Ван Дайк не были доступны, и эти сцены поставил Ричард Торп. Тем не менее, в экранных титрах в качестве режиссёра указано только имя Ван Дайка.
Фильм вышел на экраны 7 марта 1941 года.
Фильм начинается со следующей цитаты: «В преисподней нет ярости, сравнимой с любовью, перешедшей в ненависть», которая ошибочно приписана Джону Мильтону. На самом деле это цитата из трагедии Уильяма Конгрива «Скорбящая невеста» (1697).

## Оценка фильма критикой

### Общая оценка фильма
После выхода фильма на экраны кинокритик «Нью-Йорк Таймс» Босли Краузер дал ему достаточно негативную оценку. Он, в частности, написал, что хотя «мир и так уже достаточно сильно обеспокоен параноиками, студия MGM, как ни странно, сочла нужным создать еще одного — и совершенно несимпатичного — в своем новом фильме „Ярость на небесах“». По мнению критика, «трудно понять, почему его вообще нужно было придумывать, почему он должен был быть так неуклюже задуман и почему на его роль был выбран Роберт Монтгомери». Главной проблемой картины Краузер считает неясность самой идеи картины: «Сначала кажется, что намерение авторов состоит в том, чтобы выразить сочувствие больному человеку» в разрешении его жалкого состояния. Но ничего подобного не происходит, он становится все более болезненным. Затем, как отмечает Краузер, этого героя «внезапно выбрасывают за борт, и всё внимание переключается на его жертв, превращаясь в бесполезную мешанину без какого-либо драматического смысла».
Современный историк кино Андреа Пассафьюме назвала картину «нуарным триллером, снятым в мрачных чёрно-белых тонах», с медленным нарастанием «тёмных тем ревности, одержимости и паранойи». Киновед Спенсер Селби охарактеризовал фильм, как «мрачный, малоизвестный ранний фильм нуар о крупном промышленнике с психическими проблемами» . Историк кино Деннис Шварц оценил картину как «разочаровывающую мелодраму, снятую как фильм нуар в мрачной черно-белой гамме», с «надуманным сюжетом и ходульным мелодраматизмом». Историк кино Крейг Батлер полагает, что «это неудачный фильм», в котором «есть ряд вещей, которые делают его интересным». В частности, это «его мрачный взгляд на человечество», который был редким для кино того времени, а также «присутствие по-настоящему безумного и тревожного главного героя». Кроме того, «многие нуарные штрихи в фильме многообещающи, даже несмотря на то, что эти обещания так и не будут исполнены». С другой стороны, стремительное развитие действие делает «большую часть диалогов просто не произносимыми,… мелодраматические аспекты сюжета идут во вред правдоподобию», а режиссура В. С. Ван Дайка «не помогает сгладить ситуацию».

### Оценка актёрской игры
Босли Краузер в «Нью-Йорк Таймс» отметил, что «Ингрид Бергман играет с теплотой и искренностью, которая глубоко трогает, а Джордж Сэндерс играет друга в своём обычном уверенном стиле». Что же касается Роберта Монтгомери, что он «склонен к невозмутимой неторопливости, которая становится монотонной. Очевидно, что это не совсем его вина, но он так никогда и не даёт по-настоящему ощутить свою психическую болезнь. Он просто парень со скверным характером — бессмысленный дьявольский негодяй». Как пишет критик, из Голливуда поступали сообщения, что мистер Монтгомери был вынужден играть эту роль в качестве «наказания» за некоторые вещи, которые он публично говорил о кино.
Андреа Пассафьюме напоминает, что исполнители главных ролей Монтгомери и Сэндерс интригующе играют вопреки своим амплуа. Обычно Монтгомери играл приятных, симпатичных персонажей, а Сэндерс обычно играл беспринципных типов. По мнению критика, в этой картине «Сэндерс и Ингрид Бергман чудесно плетут тёмные кружева саспенса», а Монтгомери, «несмотря на свою „неигру“, всё равно получил восторженные отзывы критиков, которые, очевидно, считали, что он не может сделать ничего плохо».
Крейг Батлер полагает, что самой сильной чертой фильма является то, что в нём «есть блестящая Ингрид Бергман», которая играет свою малоинтересную роль «с такой восхитительной убежденностью и с такой решимостью, что ей удается перетянуть на себя всё внимание». С другой стороны, Монтгомери, вынужденный играть свою роль вопреки настойчивым возражениям, «явно не очень старается», однако он «слишком талантлив, чтобы дать совершенно мёртвую игру, но во всём, что он здесь делает, нет ни очарования, ни оригинальности». Гораздо лучше, по мнению Батлера, выглядит Джордж Сэндерс в нетипичной для себя роли «хорошего парня». «Он на удивление лишён цинизма, который обычно ассоциируется с ним, и очень хорошо работает с Бергман».
По мнению историка кино Майкла Кини, «Монтгомери умело удается оставаться правдоподобным в роли чокнутого», хотя трудно принять в то, что его безумие может быть не замечено самыми близкими ему людьми. Киновед также отмечает игру Хомолки в роли эксцентричного французского психиатра.